# みやま市コミュニティバス

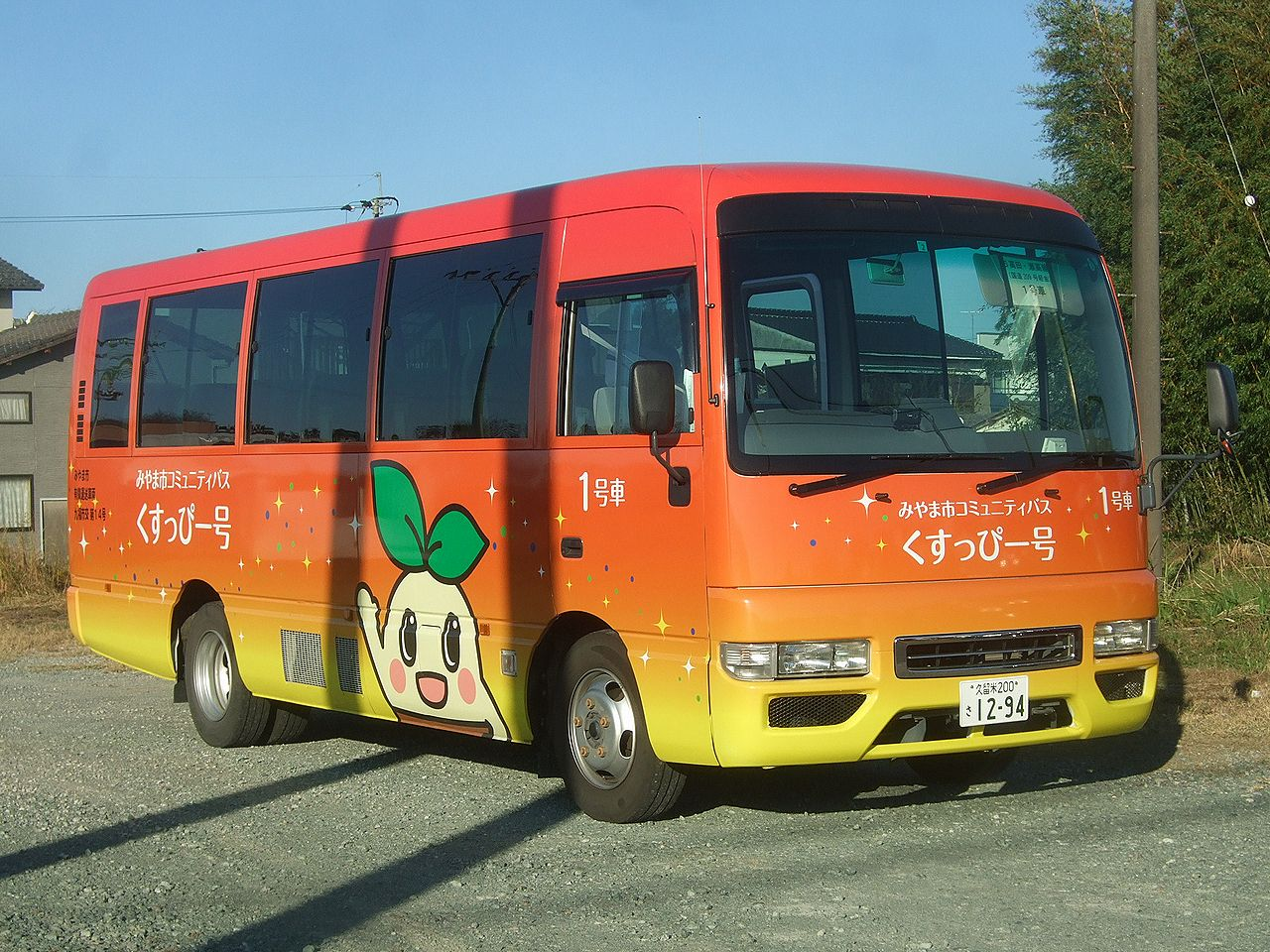
マイクロバス

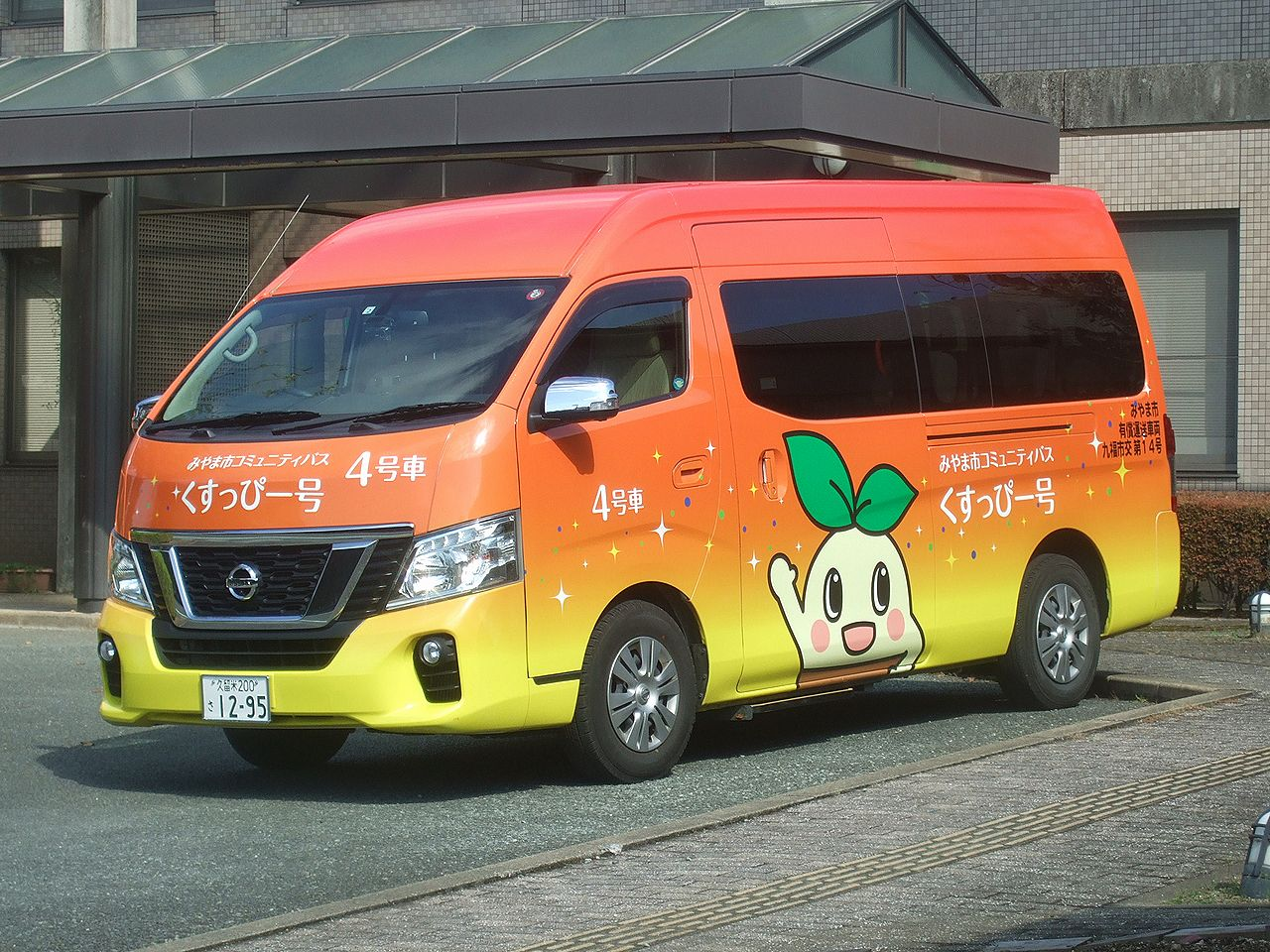
大型ワゴン

みやま市コミュニティバス（みやましコミュニティバス）は、福岡県みやま市が企画振興課を所管としてみやま市コミュニティバス条例（平成29年12月14日条例第16号）に基づき運行するコミュニティバスである。
2018年（平成30年）3月1日、それまで運行していた福祉バス（利用制限あり）を誰でも有料で利用可能な路線バスに転換して運行開始した。愛称はくすっぴー号。道路運送法第78条第2号に定める自家用有償旅客運送（市町村運営有償運送）である。

## 沿革
- 2018年3月1日 - 運行開始。
- 2020年4月1日 - ダイヤ改正。従来からの日曜日・年末年始運休に加え、ゴールデンウィーク・盆も運休となる。
- 2021年7月19日 - 自動運転車による路線「オレンジスター号」の運行を開始。

## 運行概要
- 日曜日・年末年始（12月29日から1月3日）、ゴールデンウィーク（5月3-5日）、盆（8月13-15日）は運休。
- 運賃
  - 中学生以上が1回乗車につき100円均一、後払い方式。乳幼児・小学生は無料。65歳以上の高齢者（介護保険被保険者証所持者）および障がい者（身体障害者手帳、療育手帳、精神障害者保健福祉手帳所持者）とその介助者1人は50円。
  - 回数券（50円券11枚つづりで500円、100円券11枚つづりで1,000円）あり。

## 路線
以下の6路線がある。同一路線でも便によっては一部の停留所に停車しない。
高田・瀬高線（国道209号経由）
新船小屋 - 上長田 - 東山簡易郵便局前 - 下長田 - 上坂田 - さくら団地 - JR瀬高駅 - 平木耳鼻科前 - 市立図書館 - みやま市役所 - 道の駅みやま - 森整形前 - 仲絶 - 真木 - 工藤医院前 - JR南瀬高駅 - 栗の内 - 吉里 - 飯江川橋南 - 濃施北 - JR渡瀬駅 - まいピア高田 - ヨコクラ病院前
※新船小屋行きはJR渡瀬駅・まいピア高田には停車しない
山川・瀬高線
真弓公民館 - 真弓橋 - 北関上 - 北関下 - バイオマスセンター - 平家桜入口 - マテゴ - 佐野 - 原町 - 桜舞館小学校 - 山川市民センター - 山川げんきかん - 市役所山川支所 - 野町下町 - 野町宮前 - 野町赤坂 - 中尾 - 清水 - 河原内 - 九折出荷場前 - 九折 - 本吉南 - みやま・柳川インター - 松延 - 吉井 - 道の駅みやま - 合ノ瀬団地前 - 上小川 - JR瀬高駅 - 平木耳鼻科前 - 森整形前 - みやま市役所 - 市立図書館
瀬高・高田線（太神・岩田経由）
【市立図書館 / みやま市役所 / 道の駅みやま / 森整形前】 - 高柳 - 保健医療経営大学前 - 東津留 - 瀬高農村環境改善センター - 工藤医院前 - JR南瀬高駅 - 下小川 - 南大木 - 海津散田 - 海津水天宮前 - 古島橋東 - 古賀橋北 - 古賀橋南 - 岩津団地 - 高田中学校 - 【あたご苑 / JR渡瀬駅 / まいピア高田 / 市役所高田支所 / ヨコクラ病院前 / 安武医院前 / 濃施北】
【市立図書館 / みやま市役所 / 道の駅みやま / 森整形前】 - （この間上記と同一経路） - 岩津団地 - 岩津郵便局前 - 岩田小学校 - 【あたご苑 / JR渡瀬駅 / まいピア高田 / 市役所高田支所 / ヨコクラ病院前 / 安武医院前 / 濃施北】
※便により停車地が異なる
山川・高田線（亀谷・竹飯経由）
山川げんきかん - 市役所山川支所 - 原町 - 中原 - 亀尻 - 亀尻橋 - 亀谷 - 舞鶴上飯江 - さくら舞橋南 - 豆塚橋 - 飯江田橋 - 多目的研修所 - 西竹飯 - 海津橋 - 田尻公民館前 - 岩津田代 - 岩田幼稚園前 - 岩津郵便局前 - 高田中学校 - 安武医院前 - あたご苑 - 高田B&G海洋センター - ヨコクラ病院前 - 市役所高田支所 - まいピア高田 - JR渡瀬駅
※市役所高田支所・まいピア高田・ヨコクラ病院前は山川げんきかん行きのみ停車
高田・瀬高線（江浦・浜田・大江経由）
あたご苑 → JR渡瀬駅 → まいピア高田 → 市役所高田支所 → ヨコクラ病院前 → 村上整形外科前 → 藤木整骨院前 → マルヱ醤油前 → 丁字橋 → 堀切 → 浜田 → 工藤医院前 → 下小川団地 → 真木橋 → 北大木 → 山内医院前 → 有富 → 道の駅みやま → 合ノ瀬団地前 → 上小川 → JR瀬高駅 → 平木耳鼻科前 → 市立図書館 → みやま市役所
みやま市役所 → 森整形前 → 道の駅みやま → 有富 → （この間上記と逆順） → 村上整形外科前 → ヨコクラ病院前 → あたご苑
水上・本郷線
市立図書館 → 上長田 → 新船小屋 → 長田鉱泉場 → 楠寿園前 → 中島 → 唐尾ばね公園 → 山中 → 山中みさご橋 → 禅院 → 唐尾 → 平田 → 小田西 → JA東山支所 → 大塚 → 女山 → 草葉 → 清水山荘 → 本吉 → 朝日 → 堤 → 藤ノ尾 → 東町簡易郵便局前 → 上小川 → JR渡瀬駅 → アスタラビスタ瀬高店前 → 森整形前 → みやま市役所 → 市立図書館 → 平木耳鼻科前 → 吉岡 → 文広 → 八坂神社前 → 御茶屋前交差点 → 上庄小学校 → 出口一 → 三軒屋 → 本郷中土居 → 本郷瀬戸島 → 筑後広域公園プール → 筑後広域公園プール玄関前 → 本郷町 → 作出 → JR瀬高駅 → アスタラビスタ瀬高店前 → 森整形前 → みやま市役所 → 市立図書館
清水・上庄線
市立図書館 → 平木耳鼻科前 → JR渡瀬駅 → 上小川 → （この間上記と逆順） → 新船小屋 → 上長田 → 森整形前 → 道の駅みやま → みやま市役所 → 市立図書館 → JR瀬高駅 → 作出 → （この間上記と逆順） → 吉岡 → JR瀬高駅
山川・高田線（田浦・田尻経由）
山川げんきかん - 蒲地山 - 植田医院前 - 野町郵便局前 - 田浦 - 飯田 - 東竹飯 - 竹井愛児園前 - 田尻小柳 - 田尻公民館前 - 岩津田代 - 岩田小学校 - 原団地交差点西 - あたご苑 - 高田B&G海洋センター - JR渡瀬駅 - まいピア高田 - 市役所高田支所 - ヨコクラ病院前
※便・運行方向により停車地・停車順が異なる
高田南部・西部線
あたご苑 - JR渡瀬駅 - ヨコクラ病院前 - 渡瀬北 - 渡瀬南 - 渡瀬団地 - 中尾橋 - 後田 - 上楠田 - さくらの杜前 - 二川小学校 - 唐川 - からこばる橋 - 原団地交差点南 - あたご苑 - JR渡瀬駅 - まいピア高田 - 市役所高田支所 - ヨコクラ病院前 - 西鉄開駅 - 農村婦人の家 - 南新開 - ひらき保育園前 - 隈川公園 - 金助橋 - 御手作 - 南永治 - 中永治 - 黒崎開北 - 高田漁協前 - 徳永 - 浦島橋 - 江浦町北 - 江浦郵便局前 - 西鉄江の浦駅 - 藤木整骨院前 - 村上整形外科前 - JR渡瀬駅
全便とも高田地区中心部から南部を一周し、一度中心部に戻って西部を一周し、もう一度中心部に戻るが、南部・西部を時計回りに一周する便と、反時計回りに一周する便がある。また停車地も便により異なる。

## 車両
マイクロバス2台（日産・シビリアン）、大型ワゴン4台（日産・キャラバン、トヨタ・ハイエース）を使用する。各車に1号車から6号車までの番号が付けられている。全車ともオレンジ色と黄色のツートンカラーにみやま市のマスコットキャラクター「くすっぴー」のイラストを入れたデザインである。

## みやま市自動運転サービス

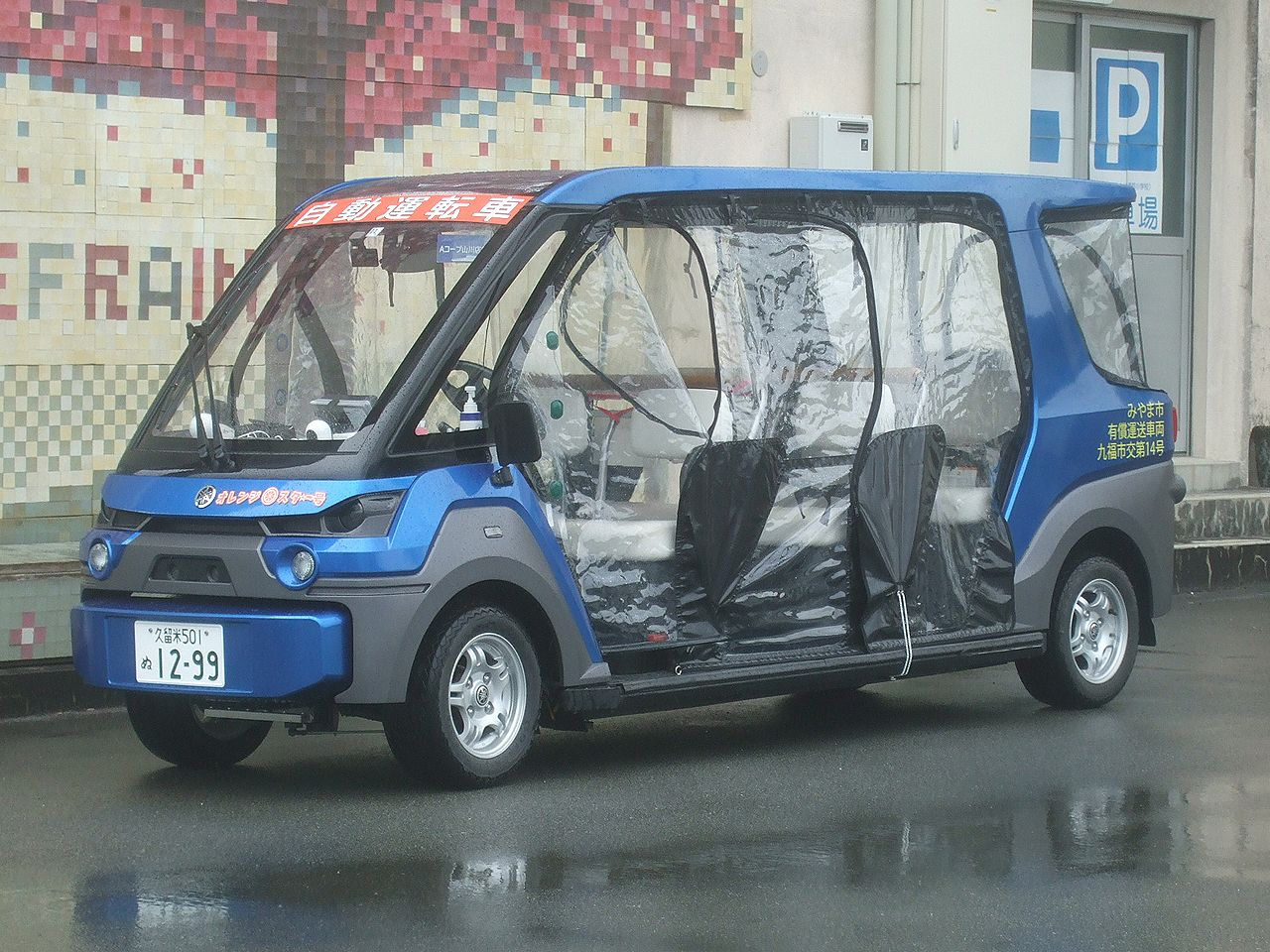
オレンジスター号

既存のコミュニティバス「くすっぴー号」とは別に、2021年7月19日より山川地区中心部で「中山間地域における道の駅等を拠点とした自動運転サービス」の一環として自動運転車を使用するグリーンスローモビリティの運行を開始している。愛称は「オレンジスター号」。ヤマハ製のゴルフカートタイプの電気自動車を使用し、運行ルートの道路上に埋め込まれた電磁誘導線を自動運転で走行する。乗客定員4人、自動運転時の速度は12km/h。
運賃は「くすっぴー号」と同額。1日5往復運行。「くすっぴー号」の運休日のほか、土曜日も運休となる。
経路
Aコープ山川店前 - 山川げんきかん - 市役所山川支所 - 山川市民センター - 桜舞館小学校 - 原町 - マテゴ - 平家桜入口 - ルフラン
経路は概ね「くすっぴー号」山川・瀬高線と重複するが、山川・瀬高線の野町下町バス停付近にあるAコープ山川店の敷地内と、バイオマスセンターに併設する廃校カフェ「ルフラン」の敷地内が起終点となっている。また途中の経路も一部異なる。低速の電気自動車を使用するため所要時間は「くすっぴー号」に比べ長い。